# Sphenorhina turpior
Sphenorhina turpior är en insektsart som först beskrevs av Fowler 1897.  Sphenorhina turpior ingår i släktet Sphenorhina och familjen spottstritar. Inga underarter finns listade i Catalogue of Life.